# Katla (vulkan)
 For alternative betydninger, se Katla. (Se også artikler, som begynder med Katla)
Katla er en vulkan 10 km nord for bygden Vík på det sydlige Island. Den ligger i en højde af 1450 meter over havet og 300–400 meter under den 595 km² store gletsjer Mýrdalsjökull.
Vulkankrateret har en diameter på 10 km. Vulkanen har siden år 874 haft ca. tyve vulkanudbrud, med fra ca. 30 til 60 års mellemrum. Store udbrud skete i årene 1000, 1357 og 1490. Sikre årstal for udbrud er 1580, 1612, 1625, 1660, 1721, 1755, 1823, 1860 og sidst, fra den 12. oktober til den 5. november 1918 .
Katlas caldera er også dækket af is, og ved et udbrud har den i historisk tid kun produceret aske, slagger og vulkansk grus. Det opkastede materiale spredes ud over jøkelmarkerne og føres væk af de store mængder vand, som dannes under udbruddet, og som strømmer i retning af Atlanterhavet, hvorfor der ikke opbygges et større vulkanbjerg omkring udbrudsåbningen. På grund af det store islag kan udbruddet imidlertid være meget eksplosivt.
Man forventer et udbrud for hvert 40 – 60. år. Det korteste mellemrum mellem to udbrud er målt til 13 år, og det længste mellemrum er tiden efter sidste udbrud i 1918. Kun vulkanen Grímsvötn under Vatnajökull er kendt for flere udbrud end Katla.
Ved udbrud bryder vandlommen det omkringliggende is og vælter enorme vandmasser ned over det underliggende terræn med stor hastighed.
For bygden Vik, som kun ligger ca. 10 km fra Katla, kan et stort udbrud bevirke, at de store mængder vand og slam, som løber ud i Atlanterhavet, kan slå tilbage og oversvømme store dele af bygden som en flodbølge. Bygdens højtliggende kirke er det eneste sted, hvor indbyggerne ved et vulkanudbrud kan være i sikkerhed. For at kunne advare indbyggerne i området i god tid måler flere jordskælvsstationer jordbevægelserne, og mineralindholdet i de omkringliggende elve bliver ligeledes jævnligt målt.

## Katlas udbrud fra det 17. århundrede til nutiden
I følge annalerne var f.eks udbruddet 1660 ikke forbundet med med ret meget aske og grus, men til gengæld med et stort jøkelløb, som lagde mange bondegårde øde. Først i slutningen af det 18. århundrede blev området igen beboet.
I 1721 var der et stort eksplosivt udbrud med et jøkelløb, som forårsagede store skader, men ingen omkom.
Den 12. oktober 1918 skete det sidste udbrud, som varede 24 dage med store jøkelløb, hvor der ved afsmeltning af isen blev dannet is og slammasser, som på udbruddets højdepunkt strømmede i en mængde af ca. 175.000 m³ pr. time mod havet, og ca. 40 procent af Mýrdalssandurs areal på 700 km² blev oversvømmet.
På grund af gletsjerens iskappe samlede der sig store mængder af vand under iskappen, og den forreste iskappe løsnede sig og faldt med stor kraft ned mod Mýrdalssandur med isstykker, som kunne være op til 200 meter lange og 18 meter høje
- 9. juli 2011 registrerede geologerne på Island en forstyrrelse i vulkanen, der tolkes som et muligt varsel om en ny periode af uro omkring Katla og muligvis et kommende udbrud [1].

## Navnet Katla
Katla er hentet fra en gammel folkefortælling om en kvinde af samme navn. Katla var en kvinde, der arbejdede på et kloster ved navn Kirkjubæjerklaustur, som lå i landområdet Alftaver, ca. 25 km øst for vulkanen i Myrdals distriktet. I samme kloster arbejdede også en mand ved navn Bardi. Han blev mistænkt for at have stjålet et par bukser tilhørende Katla. Disse bukser besad den egenskab, at den person som bar dem, kunne gå endeløst uden at blive træt.
Bardi blev en dag beordret til at bringe alle fårene fra bjergene til klosteret, hvilket indebar en tur på mere end 40 km.
Bardi bragte fårene tilbage på en dag og røbede dermed tyveriet. Katla slog ham ihjel og gemte liget i en tønde med væske. Forbrydelsen forblev derfor uopdaget i nogle måneder, men da den blev opdaget, måtte hun iført sine bukser flygte for at undgå sin straf, og hun blev sidst set gående i retningen mod Myrdalsjökull, hvor hun forsvandt ned i en stor gletscherspalte. Kort tid herefter kom vulkanen i udbrud, og det udlagdes som et tegn fra Katla. Spalten, hvori hun forsvandt, blev herefter navngivet Kotlugja – Katlas spalte.